# Єронім Шептицький
Єронім Антоній Шептицький власного гербу (пол. Hieronim Antoni Szeptycki; 17 травня 1700, с. Погорільці, нині Золочівського району Львівської області, Україна — 9 серпня 1773, Варшава) — шляхтич з давнього українського роду Шептицьких. Римо-католицький релігійний діяч, єпископ-помічник Луцький у 1739—1759 роках, єпископ Плоцької дієцезії від 24 вересня 1759 до 9 серпня 1773 року.

## Життєпис

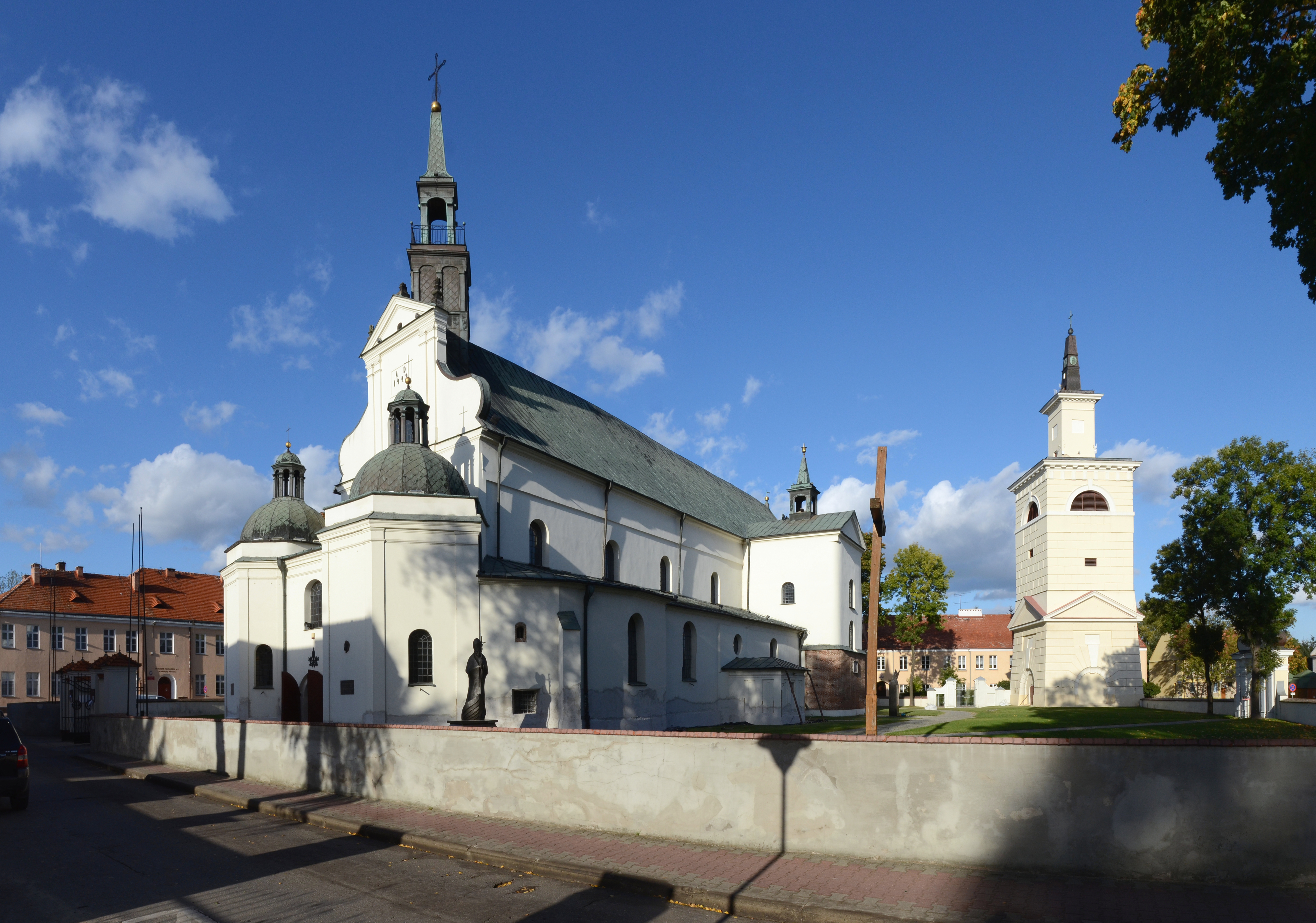
Колегіата в Пултуську, місце поховання

Народився 17 травня 1700 року в селі Погорільці. Був охрещений 17 травня в латинській парафії Вижняни. Представник роду Шептицьких. Батько — Євстахій Станіслав Шептицький (пол. Eustachy Stanisław Szeptycki, пом. 1709), летичівський хорунжий. Матір — дружина батька Анна Крушинська, дочка смоленського ловчого. Спочатку був греко-католиком. За Каспером Несецьким, його стриєчним братом був єпископ Руської Унійної Церкви, Митрополит Київський Атанасій Шептицький.
Навчався у Львівському колегіумі театинців. У 1736 році здобув ступінь доктора обидвох прав Замойської академії, посідаючи при цьому посаду львівського латинського каноніка. 1739 року був львівським капітульним архідияконом, титулярним єпископом Салде (англ. Saldae, правдоподібно, на цю посаду його висунув луцький єпископ Анджей Станіслав Залуський) і Луцький єпископом-суфраганом.
Був депутатом Коронного трибуналу за дорученням Львівської латинської капітули. Під час його засідань, правдоподібно, нав'язав контакти з князями Чорторийськими і майбутнім коронним маршалком Станіславом Любомирським. Також зацікавився політикою, пропонованими «Фамілією» реформами. Після раптової смерті в листопаді 1757 року кам'янецького єпископа і львівського архієпископа-номіната Миколая Дембовського наприкінці 1757 року Чорторийські запропонували королю Августові ІІІ Фрідріхові кандидатуру Є. Шептицького на вакантну посаду кам'янецького єпископа, однак вибух Семилітньої війни затягнув процес і не дозволив йому її отримати. Після смерті у квітні 1759 року плоцького єпископа Юзефа Елізеуша Шембека у статусі кам'янецького єпископа-номіната був номінований королем на цю вакансію. 24 вересня 1759 року Папа Климент XIII затвердив на посаді, а 9 листопада адміністратор Плоцької дієцезії Казімеж Рокітницький (пол. Kazimierz Rokitnicki) отримав від Є. Шептицького лист, в якому останній давав йому вказівку вій його імені посісти посаду. Сам Є. Шептицький прибув до Плоцька 19 листопада, а 21-го духовенство і віряни урочисто вітали його в місцевій колегіаті. Будучи на цій посаді, мешкав переважно в родинному палаці у Варшаві.
У 1760 році нагороджений Орденом Білого Орла. 19 серпня 1772 у Варшаві виступив як свідок у дипломі короля Станіслава Августа Понятовського, яким Ян Себастьян, представник роду Гейделів, «за заслуги предків та власні у боротьбі проти гайдамаків» отримав дідичний титул барона
Помер 9 серпня 1773 року в м. Варшаві. Після меси, відправленої за упокій його душі, був похований 18 серпня 1773 року в каплиці святого Яна під вежею в колегіаті в Пултуську. Свій маєток записав Каєтанові Шептицькому та його братам, а також Войтихові Шептицькому, єдиному синові львівського чашника та обухівського старости Юрія Шептицького.